# Sansibia boquetei
Sansibia boquetei är en korallart som först beskrevs av Hilario Atanacio Roxas 1933.  Sansibia boquetei ingår i släktet Sansibia och familjen Xeniidae. Inga underarter finns listade i Catalogue of Life.